# Vuelo 1103 de Libyan Arab Airlines
El vuelo 1103 de Libyan Arab Airlines fue un Boeing 727-2L5 con 10 tripulantes y 147 pasajeros a bordo que colisionó con un Mikoyan-Gurevich MiG-23 el 22 de diciembre de 1992. Las 157 personas a bordo del vuelo 1103 murieron, mientras que la tripulación del MiG-23 se eyectó y sobrevivió. es el mayor desastre aéreo que ha tenido lugar en Libia, por encima del accidente del vuelo 771 de Afriqiyah Airways.

## Aeronaves
El vuelo 1103 era un Boeing 727-2L5 de 17 años y 11 meses entregado a Libyan Arab Airlines en febrero de 1975. El vuelo estaba comandado por el capitán Ali Al-Faqih, el primer oficial Mahmoud Issa, el primer oficial en prácticas Abed Al-Jalil Al-Zarrouq y el ingeniero de vuelo Salem Abu Sitta. Aparte de ellos estaban a bordo 6 asistentes de vuelo y 147 pasajeros. El avión partió del Aeropuerto Internacional de Benina, cerca de Benghazi rumbo al Aeropuerto Internacional de Trípoli.
La otra aeronave era un Mikoyan-Gurevich MiG-23 con registro desconocido perteneciente a la Fuerza Aérea Libia.

## Accidente
El 22 de diciembre de 1992 el vuelo 1103 despegó del Aeropuerto Internacional de Benina cerca de Benghazi para realizar un vuelo doméstico al Aeropuerto Internacional de Trípoli. A una altitud de 3500 pies (1067 m) durante la aproximación del Boeing 727 al aeropuerto de Trípoli, el avión colisionó con un Mikoyan-Gurevich MiG-23 y se desintegró, provocando la muerte de los 157 pasajeros y tripulantes del Boeing. Los dos tripulantes del MiG-23 se eyectaron antes del impacto y sobrevivieron.

## Investigación
La investigación oficial indicaba como causa del accidente la colisión con un MiG-23 de la Fuerza Aérea Libia; el piloto y el instructor del MiG fueron encarcelados. Después del accidente, un portavoz de la Autoridad Civil de Libia declaró que se le había prohibido divulgar información sobre el accidente, incluidos los aviones involucrados. Se preparó una fosa común para las víctimas fuera de Trípoli y las malas relaciones internacionales negaron que los cuerpos de las víctimas internacionales fueran devueltos a sus familias.

## Consecuencias
Veinte años más tarde, tras la caída de Muammar Gaddafi, Abdel Majid Tayari, el instructor del vuelo MiG-23, modificó la explicación oficial de los hechos, afirmando que el vuelo 1103 fue destruido intencionalmente, ya que él vio la cola del avión cayendo antes de que su avión impactara con este sufriendo un fuerte impacto (de ahí el hecho de que no se reconociera el Boeing 727 o alguna pieza del fuselaje) y se vio obligado a eyectarse junto con su alumno. Ali Aujali, quien servía como diplomático libio tanto bajo las órdenes de Gaddafi como tras el Consejo Nacional de Transición, afirmó que Gaddafi ordenó que el Boeing 727 fuera derribado para demostrar los efectos negativos de las sanciones internacionales impuestas a Libia tras el atentado al vuelo 103 de Pan Am. Según Aujali, el dictador inicialmente ordenó que se colocara una bomba con temporizador en el avión, pero cuando esta no explotó, él «ordenó que [el avión] fuera derribado».